# Jérusalem
Jérusalem là vở opera của nhà soạn nhạc thiên tài người Ý Giuseppe Verdi. Đây chính là phiên bản tiếng Pháp của I Lombardi alla prima crociata. Nó ra đời khi Verdi nghe theo lời khuyên của Eugène Scribe, chấp lời tiếng Pháp được viết bởi Alphonse Royer và Gustave Vaëz, những người cũng viết lời cho một vở oprea của Gaetano Donizetti, vở La favorite. Trong vo opera này, Verdi chỉ giữ lại vài chút chi tiết của cốt truyện ban đầu và ông cũng thêm vào tác phẩm múa ballet và các đoạn nhạc mới, đồng thời tạo ra một sự sắp xếp mới. Vở opera của Verdi được trình diễn lần đầu tiên tại Salle Le Peletier, Paris vào ngày 26 tháng 11 năm 1847.